# Viliame Mata

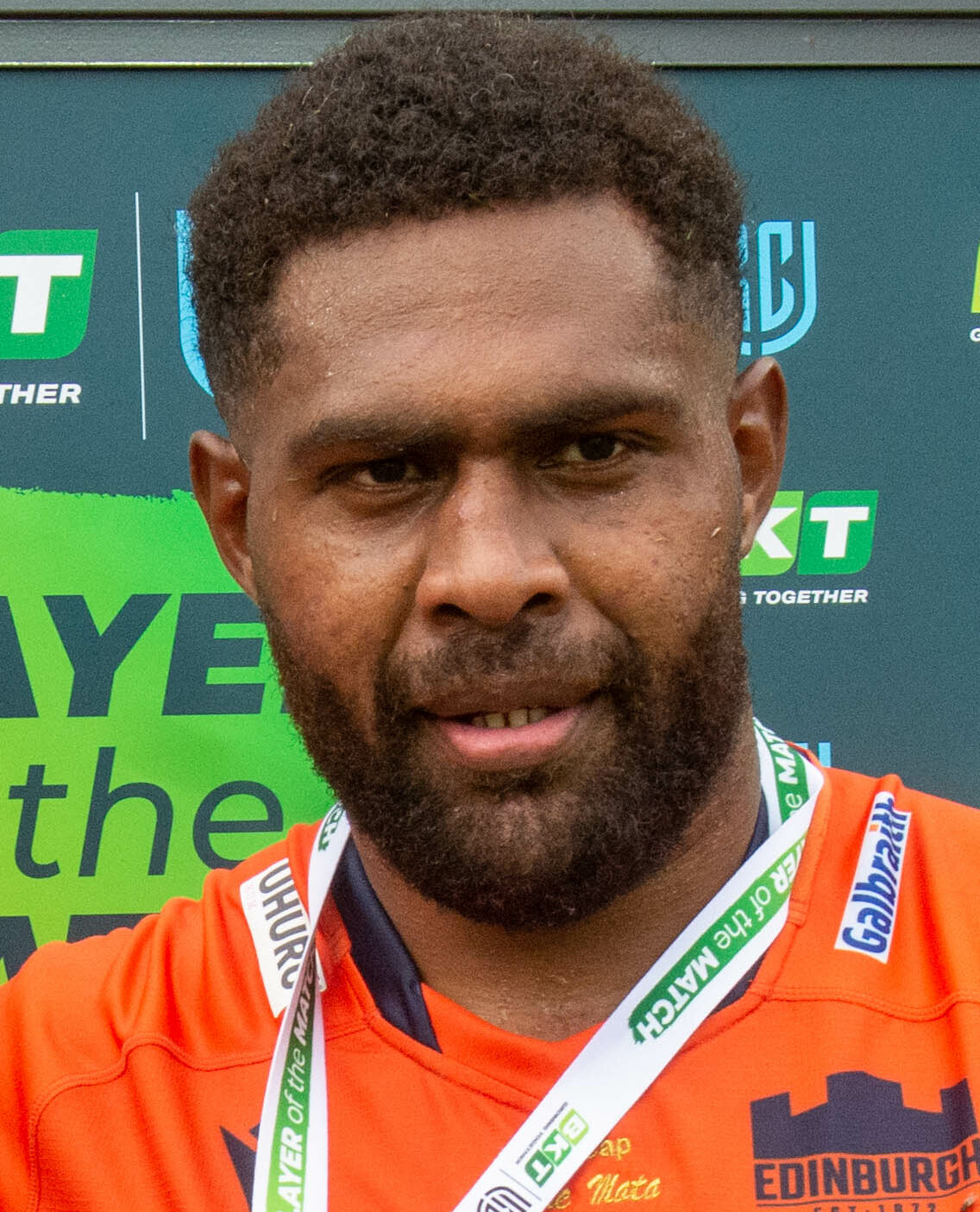
Viliame Mata

Viliame Sevaka Mata (* 22. Oktober 1991 in Nauluvatau, Tailevu, Fidschi) ist ein fidschianischer Rugbyspieler, der 2016 Olympiasieger im Siebener-Rugby war.

## Karriere
Der 1,96 m große Viliame Mata spielt als Dritte-Reihe-Stürmer. 2013 debütierte er in der fidschianischen Nationalmannschaft im Siebener-Rugby. 2016 nahm er mit dem Nationalteam an der olympischen Premiere des Siebener-Rugby teil und wirkte in allen Spielen mit. Im Finale gegen die Briten legte Mata den achten Versuch, es war sein einziger Versuch während des Turniers. Die Fidschianer siegten mit 43:7 und gewannen die erste olympische Goldmedaille für Fidschi überhaupt.
Viliame Mata spielt seit 2017 für die Fidschianische Rugby-Union-Nationalmannschaft. Er bestritt bislang 18 Länderspiele, in denen er insgesamt 20 Punkte erzielte. Er gehörte zum fidschianischen Kader bei der Weltmeisterschaft 2019 und wurde in drei Spielen eingesetzt, Fidschi schied in der Vorrunde aus.
2016 schloss sich Viliame Mata dem schottischen Verein Edinburgh Rugby an.